# East Moline (Illinois)
East Moline je grad u američkoj saveznoj državi Ilinois. Prema popisu stanovništva iz 2010. u njemu je živjelo 21.302 stanovnika.